# مارك سترينج
ولد مارك ويليام سترينج في8 أكتوبر 1973 في ليلاند، هو ممثل بريطاني ومنتج ومعلم فنون قتالية، مثل مارك في العديد من الأفلام بجانب العديد من الممثلين المشهورين مثل توني جا وسكوت آدكنز وجاكي تشان ودوني ين. 

## تعلمه للفنون القتالية
بدأ مارك سترينج في التدرب على الفنون القتالية في سن المراهقة ولديه خبرة تزيد عن 24 سنة، تدرب مارك على الكونغ فو وتعلم مجموعة متنوعة من أساليب الكونغ فو، تدرب مارك في الصين مع العديد من معلمي الفنون القتالية في معابد الشاولين في فوشان وهونغ كونغ. تدرب مارك في المملكة المتحدة لسنوات عديدة عند المعلم ديريك فريسون.
نجح مارك في العديد من البطولات. مثل بريطانيا في بطولة تشين وو لعام 2002 في الصين، و بطل الاتصال البريطاني الأوروبي الكامل في عام 1999 وبطل MAI الوطني الصيني في عام 1992. كان مارك في ذلك الوقت أصغر شخص في المملكة المتحدة يدير مدرسة للفنون القتالية بدوام كامل، في مدينة لانكشاير في ليلاند، أغلق مدرسته بعد 12 سنة من التدريب عندما قرر مارك التركيز على حياته المهنية في التمثيل.

## روابط خارجية
مارك سترينج على موقع IMDb (الإنجليزية)
- مارك سترينج على موقع قاعدة بيانات الفيلم (الإنجليزية)